# Que la bête meure
Que la bête meure is een Franse dramafilm uit 1969 onder regie van Claude Chabrol. De film is gebaseerd op de roman The Beast Must Die (1938) van de Britse auteur Nicholas Blake.

## Verhaal
De zoon van schrijver Charles Thénier wordt doodgereden door een wegpiraat. Zijn vader gaat op zoek naar de dader om zich te wreken. Hij komt erachter dat de dood van de dader een bevrijding zou zijn voor diens omgeving.

## Rolverdeling
| Acteur            | Personage            |
| ----------------- | -------------------- |
| Michel Duchaussoy | Charles Thénier      |
| Caroline Cellier  | Hélène Lanson        |
| Jean Yanne        | Paul                 |
| Marc di Napoli    | Philippe Decourt     |
| Anouk Ferjac      | Jeanne Decourt       |
| Louise Chevalier  | Madame Levenes       |
| Maurice Pialat    | Commissaris Constant |